# Festival de Música Antigua "Villa de Calasparra"
El Festival de Música Antigua "Villa de Calasparra" es un festival de música clásica antigua, que se celebra cada año a finales de julio desde 2008 en Calasparra, Región de Murcia. Coincide con las fiestas patronales de San Abdón y San Senén de Calasparra.

## Historia
Este festival surge en 2008 a partir de la iniciativa conjunta del Ayuntamiento de Calasparra, a través del alcalde del mismo, con el Ensemble La Danserye, grupo especializado en el estudio, difusión e interpretación de la música antigua, con el objeto de promocionar y dar a conocer la música que comprende los periodos de la Edad Media al Barroco, dentro de una floreciente corriente historicista que permite reconstruir las músicas de esas épocas con instrumentos originales o reconstrucciones fidedignas de los mismos.
El auge que ha experimentado la música antigua en los últimos años es bien patente, así como la investigación musicológica y el desarrollo de la lutería, que permiten un acercamiento cada vez más fiel a las interpretaciones de la música en los diversos contextos en los que se ha utilizado históricamente. El periodo que abarca la música antigua comprende más de cinco siglos de música (desde el siglo XIII al XVII) y permite al oyente situarse en distintas épocas, cada una de la cual contiene una estética y unos instrumentos musicales propios y diferentes.
Uno de los grandes atractivos de un festival de estas características es precisamente el poder observar y escuchar en vivo músicas prácticamente olvidadas, que gracias al esfuerzo de unos pocos grupos especializados, que con una investigación y un trabajo metodológico subyacente, permiten recuperar con la máxima fidelidad textos, partituras e instrumentos desaparecidos hace más de 400 años, para el disfrute del público de hoy en día.
De esta manera, con festivales de este tipo se fomenta un desarrollo cultural fundamentado en la recuperación de un patrimonio cultural y humanístico único, donde a través de la música se puede trasladar al público a un universo extinto, que hoy por hoy solamente la música, en un contexto arquitectónico adecuado, es capaz de recrear.

## Ediciones

### 2009
Se celebró los días 18, 19, 24, 25 y 26 de julio de 2009. En esta ocasión fueron 5 los conciertos celebrados. Participaron Psalterium, la Coral Calasparra, Ensemble La Danserye, La Lyra Hispana, El Canto Hispano, y el dúo formado por Jean Tubéry y Jan Willen Jansen.

### 2008
Se celebró los días 24, 25 y 26 de julio de 2008. Participaron en él los grupos Locus Musicus, Sinergia, Ensemble La Danserye y Hexacordo.